# Chilicola griswoldi
Chilicola griswoldi là một loài Hymenoptera trong họ Colletidae. Loài này được Michener mô tả khoa học năm 1994.